# Richard Roxburgh
Richard Roxburgh (Albury, 23 de janeiro de 1962) é um ator, diretor e produtor australiano. 
Estrelou vários filmes australianos e fez alguns papéis importantes em produções de Hollywood na maioria das vezes como vilão, como nos filmes Van Helsing, Missão Impossível 2 e Moulin Rouge. Foi aclamado pela crítica por suas atuações nos palcos em produções da companhia teatral de Sydney e em várias produções da TV australiana.

## Biografia
Richard nasceu na cidade de Albury, em Nova Gales do Sul, na Austrália, em 1962. É filho de John (morto em 2011), um contador e Mary Roxburgh e é o filho mais novo entre os seis do casal. O gosto pela atuação veio ainda no ensino médio, quando atuou na peça 'Death of a Salesman in 1978.
Richard estudou economia na Universidade Nacional da Austrália, em Canberra, onde se formou com bacharelado em 1984. Depois de se formar, decidiu ser ator e ingressou no Instituto Nacional de Arte Dramática.

## Carreira
Richard começou a carreira de ator na Companhia de Teatro de Sydney assim que se formou no instituto de arte. Chamou a atenção do público e da mídia por seu papel na série de televisão australiana Blue Murder, de 1995. Na década de 1990, Richard participou de várias produções australianas, tanto no cinema, quanto no teatro e na TV, em vários papéis elogiados, como em Hamlet, com Geoffrey Rush, Jacqueline McKenzie e David Wenham. Em dezembro de 2007, interpretou o papel principal na peça Toy Symphony, ganhando o prêmio Helpmann de 2008 de melhor ator.
Seu primeiro filme fora da Austrália foi em Missão Impossível 2 (2000), direção de John Woo, filmado em Sydney. Em 2001, fez o vilão em Moulin Rouge!. Nos três anos seguintes interpretou vários personagens pelos quais ainda é reconhecido. Em 2002, foi Sherlock Holmes em The Hound of the Baskervilles. Em 2003 foi o Professor Moriarty em The League of Extraordinary Gentlemen e em 2004 foi Drácula no filme Van Helsing. Além de Orson Welles, ele é o único ator a interpretar os três personagens.
Richard dirigiu seu primeiro longa em 2007, Romulus, My Father, estrelando Eric Bana. O filme foi indicado a vários prêmios, tenho ganhado o AFI Award em dezembro do mesmo ano. Em 2008 e 2009 interpretou Art Watkins na série australiana East of Everything. Em julho de 2010, interpretou o ex-primeiro ministro australiano, Bob Hawke, no filme Hawke, uma biografia do político.

## Vida pessoal

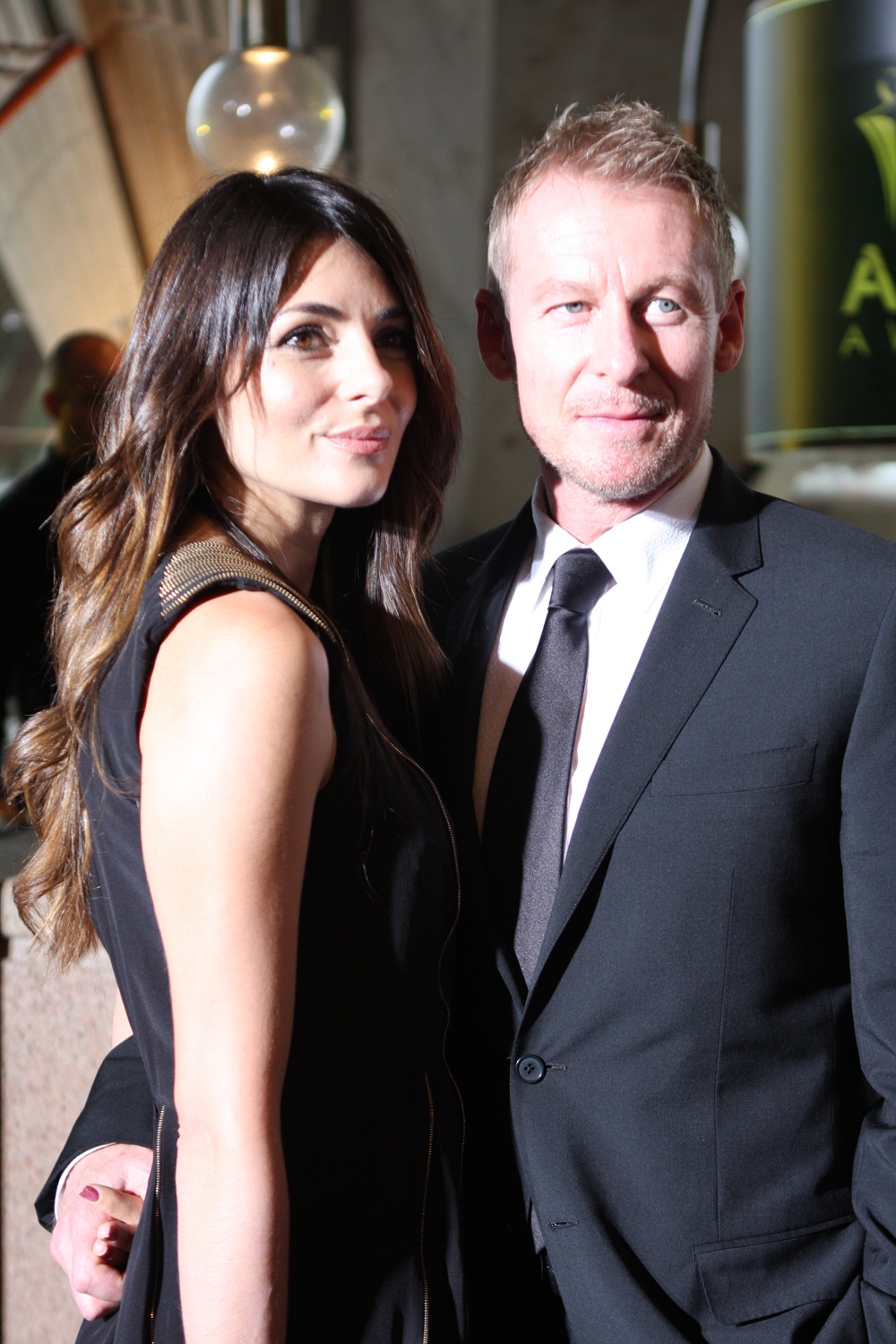
Richard e Silvia no AACTA Awards de 2012, Sydney, Austrália

Richard se casou com a atriz de ascendência italiana, blogueira, escritora e apresentadora de TV, Silvia Colloca, em 2004. O casal tem três filhos.

## Filmografia parcial
- 2011 - Ace
- 2011 - Sanctum
- 2010 - Legend of the Guardians: The Owls of Ga'Hoole
- 2008 - False Witness
- 2007 - Romulus, My Father
- 2006 - Like Minds
- 2005 - Stealth
- 2005 - Frágiles
- 2004 - Van Helsing
- 2003 - The League of Extraordinary Gentlemen
- 2001 - Moulin Rouge
- 2000 - Mission: Impossible II
- 1997 - Oscar and Lucinda